# Черноморский округ (Российская империя)
Черноморский округ — административно-территориальная единица Российской империи, существовавшая в 1866—1896 годах. Административный центр — город Новороссийск.
Черноморский округ был образован 10 марта 1866 года. Первоначально включал территорию от реки Туапсе до Бзыби и от берега Чёрного моря до Кавказского хребта. В 1868 году к округу были присоединены земли по северо-восточному берегу Чёрного моря до города Анапа включительно, занимаемые Шапсугским береговым батальоном Кубанского казачьего войска. Центром округа был назначен город Новороссийск.
25 января 1867 года первым начальником округа был назначен полковник Дмитрий Васильевич Пиленко, занимавший этот пост до 1876 года.
В 1870 году округ был разделён на 3 попечительства (участка): Вельяминовское (Туапсинское), Новороссийское и Сочинское (Даховское). В 1874 году попечительства переименованы в отделы. В 1884 году портовый город Анапа был передан Кубанской области.
Ввиду неосвоенности края и малочисленности населения, указом от 21 марта 1888 года, округ был лишён административной самостоятельности и подчинен, в порядке управления, начальнику и областным учреждениям Кубанской области. Территориально Черноморский округ по-прежнему оставался непосредственно в составе Кавказского края с центром в городе Тифлисе.
23 мая 1896 года Черноморский округ был преобразован в Черноморскую губернию с центром в портовом городе Новороссийске.